# الرياضة في الكويت
للرياضة في الكويت دور كبير في المجتمع، وتهتم دولة الكويت بالرياضة بكافة أنواعها، ولديها العديد من الأندية والأتحادات في كافة الأنشطة الرياضية.

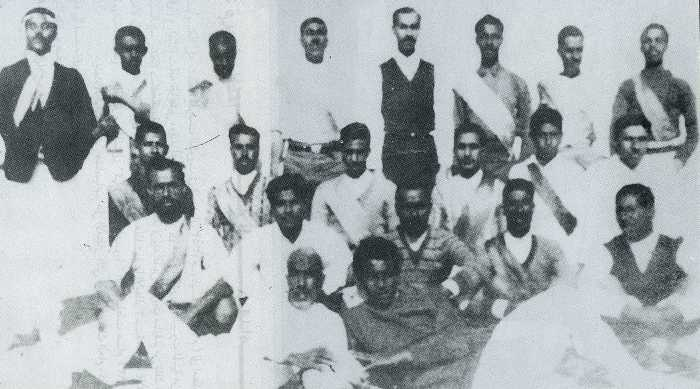
أول فريق كويتي منظم في عام 1930 م

## تاريخ الرياضة في الكويت
مارس الكويتين قديماً ألعاب رياضية بسيطة مثل الغوص والسباحة ومارسوا الألعاب الرياضية لا كرياضة في إطار قوانينها الحديثة، وانما كوسيلة مهمة لممارسة مهنهم الرئيسية قديمة كالغوص والصيد، وقد عرف الكويتيون في تاريخهم ركوب الخيل بحكم حاجتهم إلى وسيلة نقل، إضافة إلى ما كانت تنظمه الحياة القبلية من فروسية لاثبات الذات، وهو ما تناقلته القبائل العربية اجيالا طويلة، اما الجري وبعض الاشكال البدائية الشبيهة بألعاب القوى فقد تضمنتها الألعاب الشعبية التي عادت في حكم التراث الشعبي، وبدأت لعبة كرة القدم على يد فهد سالم السديراوي الذي نقلها من الهند إلى الكويت عام 1932، وبدأ السديراوي في تكوين أول فريق منظم يمارس رياضة كرة القدم داخل الكويت، ويلتزم مبادئ اللعبة وأساسياتها، وتولى مهمة تدريب الفريق، الذي اتخذ له ملعبا بدائيا هو رقعة من الأرض الفضاء خلف قصر نايف داخل السور.

## كرة القدم
تعتبر كرة القدم هي اللعبة الشعبية الأولى في الكويت  ، حيث تأسس الإتحاد الكويتي لكرة القدم ((بالإنجليزية: Kuwait Football Association)‏) الذي يقع مقره في منطقة (العديلية،مدينة الكويت). في عام 1952. تمتلك الكويت الكثير من الإنجازات في هذه اللعبة، حيث أن منتخب الكويت لكرة القدم هو أول منتخب عربي آسيوي تأهل لكأس العالم وكان ذلك في عام 1982، وهو أيضًا أول المنتخبات العربية فوزًا ببطولة كأس آسيا وذلك في عام 1980، ويعتبر ناديا القادسية والعربي هم الناديان الأكثر شعبية وكانا ولا يزالان الغريمين التقليديين، يليهما نادي الكويت وبعد ذلك نادي كاظمة، ويعتبر نادي العربي الأكثر حصولًا على الألقاب، أما من ناحية نقاط التفوق فالغلبة لنادي القادسية حيث استطاع الفوز بكاس التفوق العام منذ بدء العمل به عام 1973 وحتى وقتنا هذا دون انقطاع.

## الرماية
افتتح سمو أمير البلاد الشيخ جابر الاحمد الجابر الصباح في عام 1959 «نادي الرماية الكويتي».
وتشكلت لجنة الرماية الأول على الكويت 15/5/1983 واللجنة الأولمبية برئاسة الشيخ / فهد الاحمد الجابر الصباح. منذ عام 1986 أصبح الشيخ / سلمان الصباح رئيس لجنة نادي الرماية الكويتي الرياضي. منذ البدايات المبكرة لهذه الرياضة شهدت توسعات كبيرة لإطلاق النار التطورات.
بعد الإنجازات الرائعة التي حققتها رياضة الرماية في البلاد، كان من الضروري لهذه الرياضة لاتخاذ مزيد من الخطوات نحو الاستقلال. وكان تتويجا لهذا الإعلان من نادي الرماية الكويتي والاتحاد بنصيحة الهيئة العامة للشباب والرياضة في قرار رقم 576 مؤرخة 6 ديسمبر 1994.
تم تشكيل أول مجلس إدارة من قبل الأعضاء ال 64 المؤسسين يوم الاثنين 23/1/1995. إعلان النادي ككيان مستقل خصص لرياضة الرماية فقط، وتعزيز تطوير قدرة الكويتين الرماة وقدم لهم آخر الأخبار الدولية والتنمية في رياضتهم.

## كرة اليد
حقق منتخب الكويت لكرة اليد خمسة مرات بطولة آسيا لكرة اليد للرجال وتأهل لبطولة العالم لكرة اليد 7 مرات أولها عام 1982. كما أن للألعاب الفردية نصيب، كما أن هذه الألعاب تحقق للكويت الكثير من الإنجازات الرياضية بالحصول على ميداليات في الدورات الأولمبية.

## السباحة
مارس الكويتيون السباحة قديماً للغوص والبحث عن اللؤلؤ حيث كانت السباحة تشكل عامل كبيراً في حياتهم، وتاسس الاتحاد الكويتى للسباحة والغطس وكرة الماء عام 1964 وعقدت الجمعية العمومية للاتحاد اجتماعها الأول لانتخاب مجلس الإدارة يوم السبت 20 فبراير1965، ومساء يوم السبت 27 فبراير عقد مجلس إدارة الاتحاد أول اجتماع له لانتخاب الهيئة رئيسا لمجلس الإدارة، كما قرر الاتحاد في نفس الاجتماع دعوة الاندية الراغبه في الانتساب للاتحاد لاعلان موافقتها حتى يستطيع بدء نشاطه الرياضى، وشاركت الكويت في الألعاب الأولمبية الصيفية في السباحة منذ عام 1972م

## الكويت في الألعاب الأولمبية الصيفية
حققت الكويت ميداليتان برونزيتان في الرماية في تاريخ مشاركتها بالألعاب الأولمبية الصيفية.
- ميدالية برونزية لفهيد الديحاني عام 2000 في سيدني-أستراليا
- ميدالية برونزية أخرى لفهيد الديحاني عام 2012 في لندن-بريطانيا العظمى

## الاتحادات والنوادي الرياضية
لدى دولة الكويت العديد من النوادي والاتحادات الرياضية في كافة المجالات الرياضية مثل :
الاتحادات الرياضية
| الاتحاد                   | العنوان                                                  | المحافظة | التاسيس |
| ------------------------- | -------------------------------------------------------- | -------- | ------- |
| كرة القدم                 | الجابرية ق 5 ش 101 م A 141                               | حولي     | 1952    |
| السباحة والغطس وكرة الماء | -                                                        | -        | 1964    |
| كرة الطاولة               | -                                                        | -        | 1985    |
| اللجنة الأولمبية          | النقرة ش المغرب السريع                                   | حولي     | -       |
| الرماية                   | -                                                        | -        | 1994    |
| العاب القوى               | كيفان ق 1 ش اشبيلية                                      | العاصمة  | 1966    |
| الاسكواش                  | -                                                        | -        | 1985    |
| الجودو والتيكواندو        | -                                                        | -        | 1974    |
| الملاكمة ورفع الاثقال     | -                                                        | -        | -       |
| كرة اليد                  | الدعية                                                   | العاصمة  | 1966    |
| كرة الطائرة               | الدعية                                                   | العاصمة  | 1969    |
| الكاراتية                 | السالمية                                                 | حولي     | -       |
| المبارزة                  | الدعية طريق الدائري الثاني مركز شباب الدعية              | العاصمة  | 1974    |
| الجمباز                   | النقرة ش المغرب السريع مقر اللجنة الأولمبية الدور الثاني | حولي     | 1979    |
| كرة السلة                 | النقرة ش المغرب السريع مقر اللجنة الأولمبية الدور الخامس | حولي     | 1970    |
| التنس الأرضي              | -                                                        | -        | 1985    |
| البولينغ                  | -                                                        | -        | -       |

النوادي الرياضية
| النادي                  | المنطقة                  | المحافظة     | التأسيس |
| ----------------------- | ------------------------ | ------------ | ------- |
| النادي العربي الرياضي   | المنصورية                | العاصمة      | 1960    |
| نادي الكويت الرياضي     | كيفان                    | العاصمة      | 1960    |
| نادي القادسية الرياضي   | حولي                     | حولي         | 1960    |
| نادي كاظمة الرياضي      | العديلية                 | العاصمة      | 1964    |
| نادي السالمية الرياضي   | السالمية ش الخنساء       | حولي         | 1964    |
| نادي التضامن الرياضي    | الفروانية                | الفروانية    | 1965    |
| نادي الشباب الرياضي     | الأحمدي                  | الاحمدي      | 1963    |
| نادي الفحيحيل الرياضي   | المنقف                   | الاحمدي      | 1964    |
| نادي الصليبيخات الرياضي | الدوحة ش جمال عبد الناصر | العاصمة      | 1972    |
| نادي الجهراء الرياضي    | القصر ق 3 ش سعيد بن جبير | الجهراء      | 1966    |
| نادي الساحل الرياضي     | ابوحليفة                 | الاحمدي      | 1967    |
| نادي اليرموك الرياضي    | مشرف                     | حولي         | 1965    |
| نادي خيطان الرياضي      | خيطان                    | الفروانية    | 1965    |
| نادي النصر الرياضي      | العارضية                 | الفروانية    | 1965    |
| نادي القرين الرياضي     | العدان                   | مبارك الكبير | 2011    |

قائمة الأندية الرياضية في الكويت
النوادي المتخصصة
- نادي الفتاة - الخالدية
- نادي سلوى الصباح الرياضي - القرين

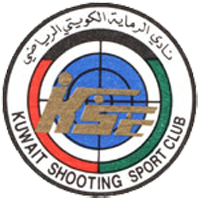
شعار نادي الرماية الكويتي

شعار نادي القادسية

- نادي المعاقين الكويتي الرياضي - النقرة
- النادي البحري الرياضي - راس الارض، نادي السالمية الرياضي
- فريق الغوص الكويتي

مراكز الشباب
- مركز شباب القادسية
- مركز شباب الدعية
- مركز شباب الشامية
- مركز شباب السالمية
- مركز شباب الجهراء
- مركز شباب العدان
- مركز شباب فيلكا
- مركز شباب القرين

مراكز الفتيات
- مركز فتيات القرين
- مركز فتيات الجهراء

النوادي الصحية
- نادي لليزيوم الصحي
- نادي تيتانيوم الصحي
- نادي بلاتينيم الصحي